# Marcantonio Chiarini

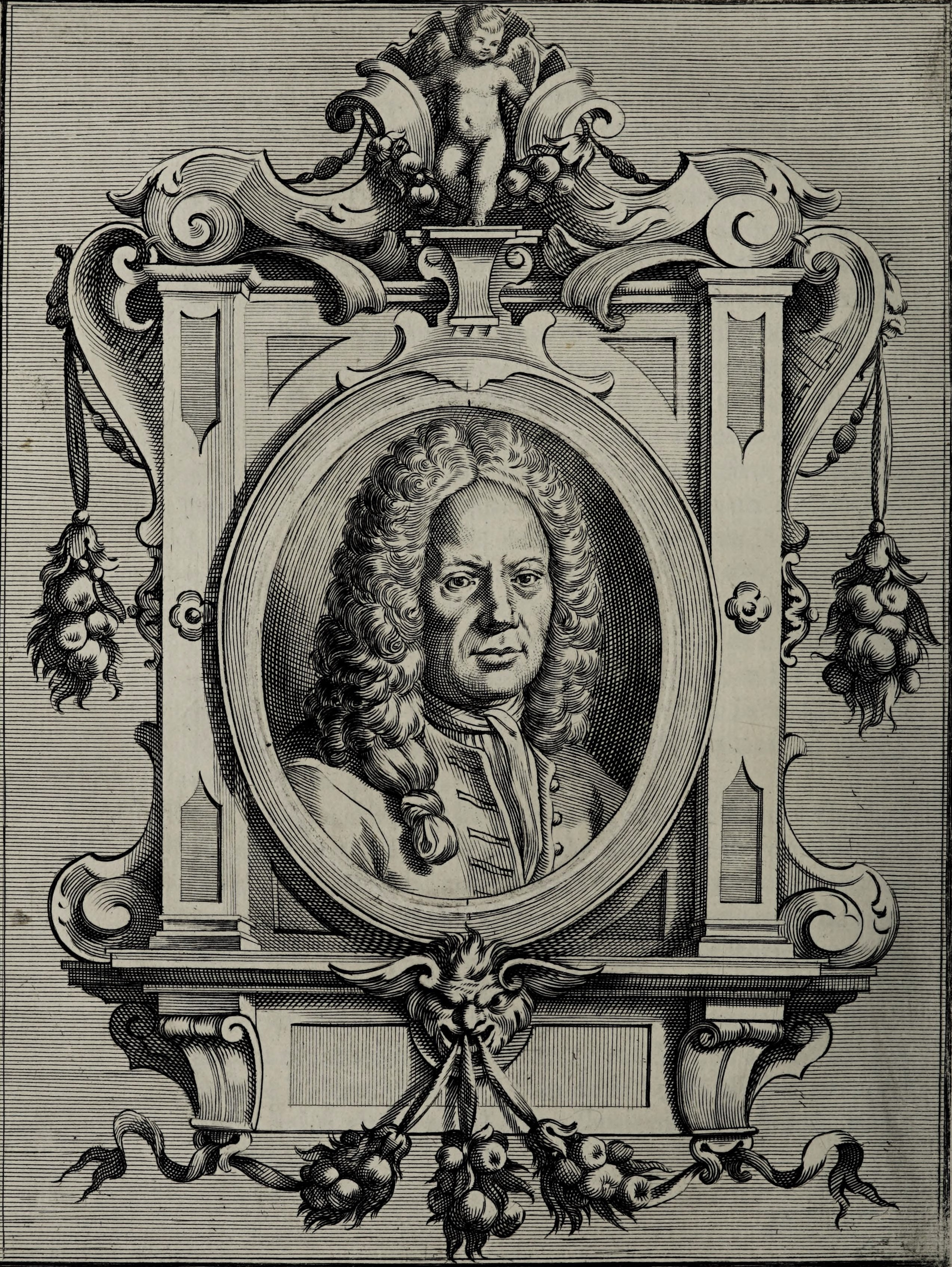
Ritratto di Marcantonio Chiarini (bulino).

Marcantonio Chiarini (Bologna, 10 dicembre 1652 – 1730) è stato un pittore italiano del periodo tardo-barocco.

## Biografia
Figlio di Niccolò, figlioccio di Ludovico Caracci, e di Caterina Fracassati di Budrio, nacque in Bologna nel 1652 e studiò pittura presso Francesco Quaini e Domenico Santi.
Fu attivo fra Milano e Bologna; dipinse scenografie per spettacoli teatrali praticando anche la pittura di alcune quadrature, ossia i dipinti abilmente costruiti con illusioni prospettiche tese a far "sfondare" una parete o il soffitto e fornire un effetto di trompe-l'oeil, di cui possiamo avere un suo esempio al Palazzo Mansi di Lucca, per il quale Giovanni Gioseffo dal Sole dipinse gli affreschi principali.
In virtù delle sue capacità nella pittura prospettica, Chiarini ebbe inoltre occasione di lavorare a Vienna grazie all'ingaggio da parte dell'architetto Johann Lukas von Hildebrandt con l'incarico di affrescare il palazzo del Belvedere nei pressi della capitale imperiale. Ivi lavorò al fianco di Martino Altomonte, Gaetano Fanti e Carlo Carlone. Tra gli altri lavorò anche con Sigismondo Caula.
Ebbe tra i suoi allievi Pietro Paltronieri.